# Zilog Z8000

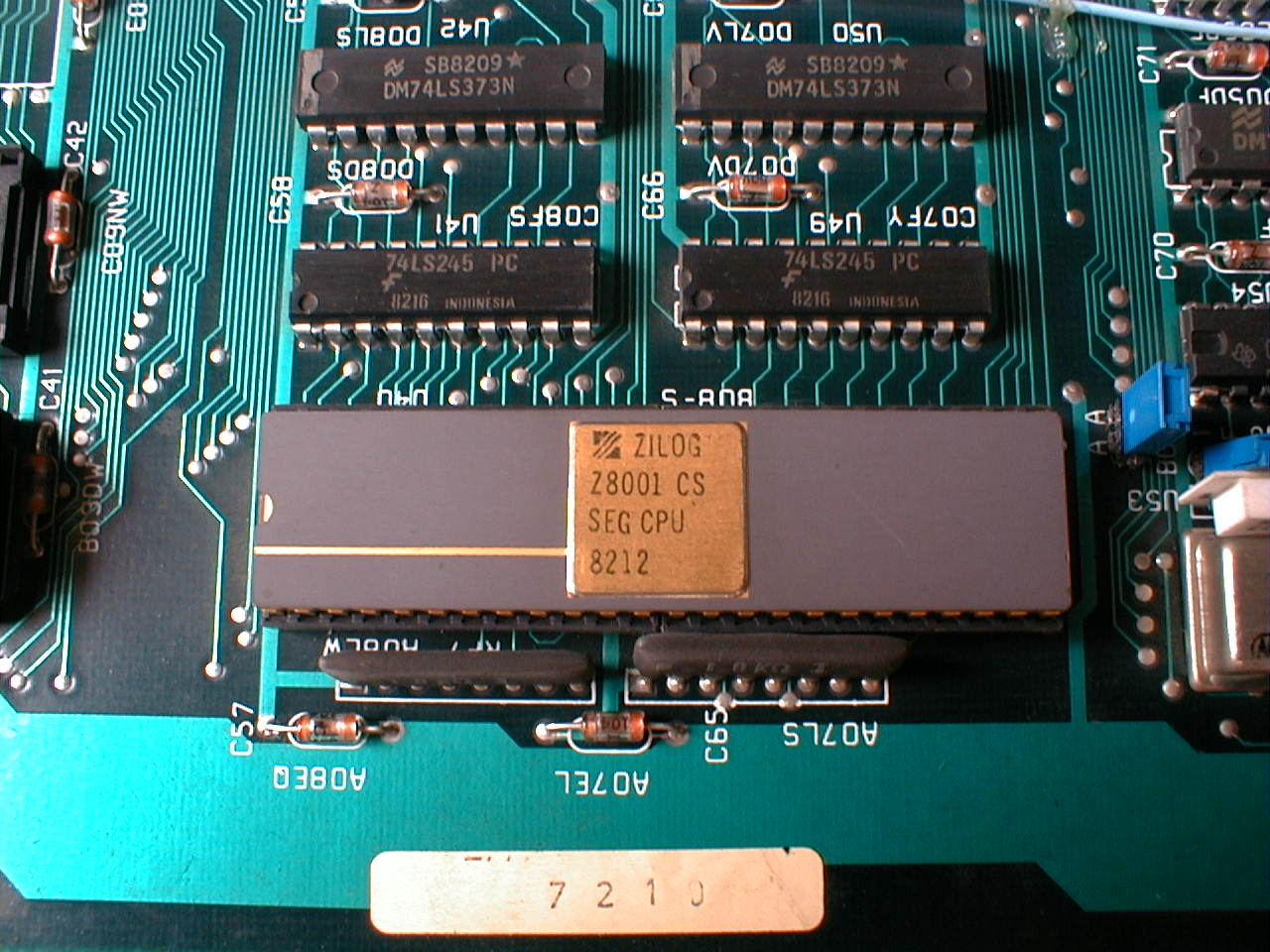
Zilog 8001-es processzor egy Olivetti M20 számítógép alaplapján

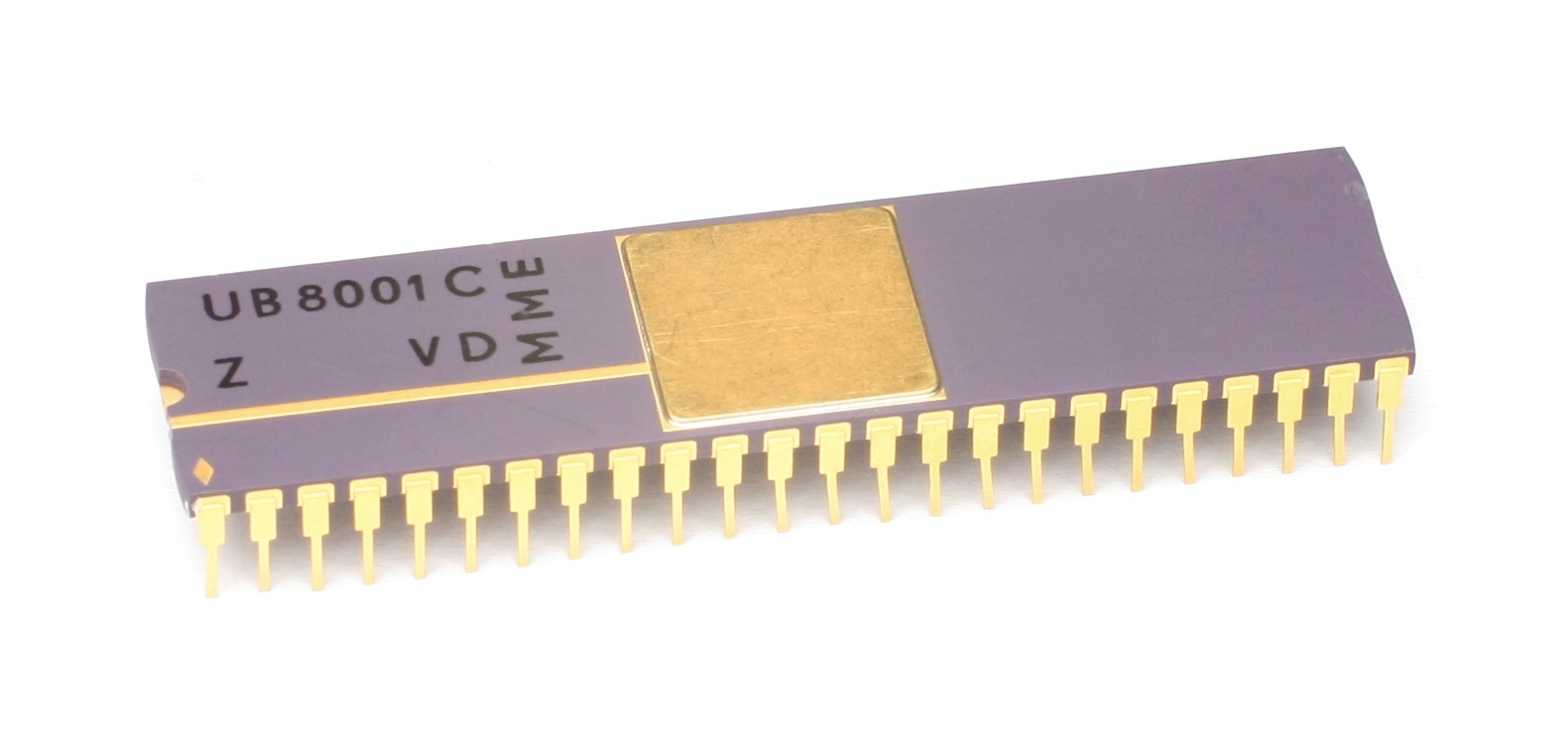
MME UB8001C jelű csip, a Z8001-es NDK-ban gyártott klónja

A Z8000 egy 1979-ben kibocsátott Zilog tervezésű 16 bites mikroprocesszor. Az architektúra tervezője Bernard Peuto volt, míg a konkrét megvalósítás egy, az Intel 4004-es tervezésében is nagy szerepet játszó Sima Maszatosi által vezetett kisebb mérnökcsoport műve volt. A Z8000 nem kompatibilis a Z80-as processzorral, és bár felhasználása folyamatos az 1990-es években, mégsem terjedt el széles körben. Többek között a Z16C01 és Z16C02 soros kommunikációs vezérlőkben használnak még jelenleg is Z8000-es magot.

## Jellemzők
Bár a processzor alapvetően 16 bites felépítésű, egyes verziók 7 bites szegmensregiszterekkel is rendelkeznek, amelyek segítségével nagyobb címezhető terület, összesen 8 MiB elérhető.
A processzor regiszterkészlete tizenhat 16 bites regiszterből áll, és az utasítások a regisztereket 8 bites, 16 bites, 32 bites és 64 bites egységekként tudják használni. A regiszterkészlet teljesen ortogonális; a 15-ös regisztert szokás szerint a veremmutató (stack pointer) céljaira használják, a 14-es regisztert pedig a veremszegmens kijelölésére. Az összes regiszter (R0-tól R15-ig) használható általános célú akkumulátorként, ezen felül az R1-től R15-ig terjedő regiszterek indexregiszterekként is használhatóak. Az R0 regiszter nem használható indexregiszterként.
A Z8000-es utasításkészlete 110 különböző utasítástípusból áll. Ezek nagy része bájt és szó hosszúságú adatokon végez műveleteket, néhány utasítás duplaszó méretű adatokkal is dolgozhat. Az utasításkészletben vannak fejlett, bitmanipulációs, stringkezelő és blokkos átviteli utasítások is, amelyek pl. a Z80 mikroprocesszorban is megtalálhatóak.
A processzornak két üzemmódja van: a felhasználói mód (user mode) és felügyelői mód (supervisor mode).
A Z80-ashoz hasonlóan a Z8000 is tartalmaz DRAM-frissítési áramkört. Ez a processzor egy nagyon figyelemreméltó kialakítás volt a maga idejében, összességében azonban nem volt egy túl gyors konstrukció és volt néhány hibája is, így végül árnyékba borították az Intel x86-os típusai.
A Z8000 sorozat egyik jelentős felhasználója volt a Namco videojátékgyártó cég, amely híres Pole Position nevű játéktermi autóverseny videojátéksorozatában alkalmazta: a játékgépbe két Z8002-est, a Z8000 kisebb memóriával szerelt változatát építették be.
A processzort katonai téren is alkalmazzák, a Z8000-es kialakítás valószínűleg ennek köszönheti a mai napig tartó fennmaradását, a Z16C01/02 soros kommunikációs vezérlők (serial communication controller, SCC) formájában. A processzor továbbra is rendelhető, a Zilog megrendelési oldalán megtalálható a vonatkozó megrendelési kód és adatlap.
A processzort a Zilog Z80000 követte (1986-ban), amely már egy 32 bites kialakítás.

## Változatok

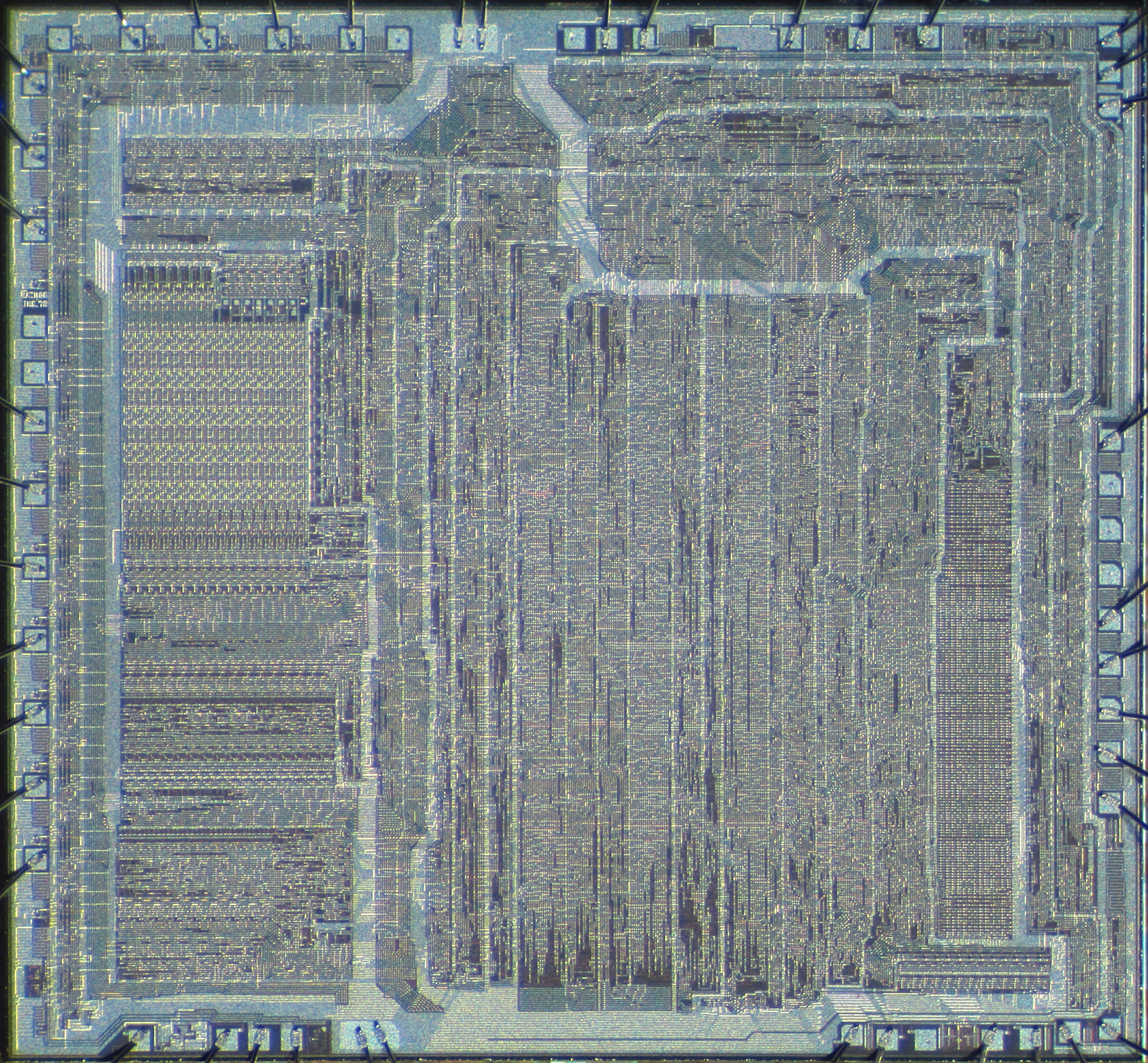
Zilog Z8002 lapka

A Z8000 egy négy tagból álló 16 bites processzorcsalád, tagjai kissé eltérő tulajdonságokkal bíró processzorok:
- A Z8001 legfeljebb 8 MiB memóriát képes címezni. A Z8001-es memóriája 128 szegmensre oszlik (7 bites szegmensregiszterekkel rendelkezik), mindegyik szegmens maximális mérete 64 KiB lehet.
- A Z8002 64 KiB memóriát képes címezni.
- A Z8003 megfelel a Z8001-nek, hozzáadott virtuális memória támogatással.
- A Z8004 megfelel a Z8002-nek, hozzáadott virtuális memória támogatással.

(Forrás:)

## Fordítás
- Ez a szócikk részben vagy egészben  a   Zilog Z800 című angol Wikipédia-szócikk ezen változatának fordításán alapul.  Az eredeti cikk szerkesztőit annak laptörténete sorolja fel. Ez a jelzés csupán a megfogalmazás eredetét és a szerzői jogokat jelzi, nem szolgál a cikkben szereplő információk forrásmegjelöléseként.